# Человек в костюме Санта Клауса
«Человек в костюме Санта Клауса» (англ. The Man in the Santa Claus Suit) — американская фэнтези-драма режиссёра Кори Аллена при участии Фреда Астера и Гэри Бёргхоффа. Премьера фильма состоялась на канале NBC 23 декабря 1979 года.

## Сюжет
Таинственный владелец нью-йоркского магазинчика костюмов (Астер) продает костюмы Санты трём разным людям. Позднее он проявляется в различных ролях (шофёр, полицейский, ювелир, продавец хот-догов, водитель такси, дежурный администратор и хоровой директор), чтобы помочь мужчинам изменить свою жизнь.

## В ролях
- Фред Астер — Санта Клаус
- Гэри Бёргхофф — Боб Уиллис
- Джон Байнер — Стэн Саммервиль
- Берт Конви — Гил Трэвис
- Тара Букман — Полли
- Тара Букман — Брук Банди
- Меджел Барретт — мисс Форсайт